# Rondó
O rondó é uma forma musical instrumental, que começou a ser mais claramente estabelecida em meados do Barroco Musical (2. med. séc. XVII), mas foi solidificada durante a transição entre Barroco e Classicismo Musical (1. med. séc. XVIII).  No plano estrutural genérico, essa forma envolve a presença de diversas seções musicais (indicadas por letras maiúsculas) com variedade em número e conteúdo, começando e terminando com uma seção principal (A), que é normalmente reiterada durante peça, mas alternando com uma ou mais seções secundárias (B, C, D, etc.).

## Estrutura
A discussão de qualquer gênero ou forma musical exige a identificação de diferentes parâmetros de organização. Na música com determinação tonal específica (seja apenas centro tonal genérico, seja tonalidade específica) os parâmetros mais básicos são: seccionamento (números e tipos de seções ou partes); material temático; conteúdo tonal.  Esses são suficientes para a identificação de formas musicais instrumentais (e.g. Rondó, Forma–sonata, Forma binária, Forma binária com reprise, Forma ternária).  Gêneros musicais (e.g. Ópera, Suite, Sonata, Abertura, Ricercare) necessitam a identificação de outros parâmetros como número de movimentos, funções utilitárias, possibilidades de formação instrumental.  Formas musicais vocais, por outro lado, também necessitam identificação de estrutura literária utilizada (poética ou em prosa), bem como de correspondências entre estruturas literária e musical.  No caso do Rondó (como definido acima) trata–se de uma forma musical instrumental, sendo o seccionamento o parâmetro mais genérico e o primeiro a ser necessário, mas a identificação deverá também envolver parâmetros mais detalhados (específicos) como conteúdos temático e tonal.  Em relação à estrutura no plano genérico de número e tipo de seções, algumas estruturas usuais podem ser esquematizadas.
A B A   (primeiro rondó – três seções ou partes)
A B A C A   ou   A B A B A   (segundo rondó – cinco seções ou partes)
A B A C A B A   ou   A B A C A D A   ou   A B A B A B A   (terceiro rondó – sete seções ou partes)
Essas estruturas podem ser encontradas principalmente a partir do século XVIII, mesmo se precursores estruturais (mais variados ou menos estabelecidos) tenham existido em períodos anteriores.  Dentre essas estruturas, o chamado primeiro rondó é mais encontrado apenas (ou mais caracteristicamente) a partir do início do século XIX.  A estrutura do primeiro rondó não era frequentemente utilizada, não apenas por ser menos característica dessa forma musical (pelo baixo número ou variedade de seções), mas porque essa estrutura A B A enseja desenvolvimentos mais característicos de outras formas.  Naquela transição entre Classicismo e Romantismo Musical (in. séc. XIX), a estrutura em três seções (A B A) poderia ser utilizada com repetições individuais e imediatas de cada seção (A A B B A) descaracterizando o rondó, ou poderia se desenvolver em semelhança à 'forma binária com reprise' (que contém repetições consecutivas de A e depois de B A, resultando em A A B A B A), ou mesmo em semelhança à 'forma ternária' (que não contém repetições consecutivas das seções, i.e. resultando apenas em A B A).  No Classicismo Musical (séc. XVIII), as duas estruturas mais comuns do rondó, identificáveis no esquema acima, foram aquelas do terceiro rondó (viz. A B A C A B A) e do segundo rondó (viz. A B A C A) — essas estruturas foram frequentemente utilizadas no último movimento de sonatas e sinfonias desse período histórico–estilístico.  Normalmente, a seção A é denominada refrão (ou ela mesma podendo ser denominada rondo), enquanto cada seção secundária é denominadas episódio (um termo comum na nomenclatura em português; ocorrendo também episode em inglês, episodio em italiano, couplets em francês) — para o uso do termo ritornello, ver Esclarecimentos abaixo.

Tema do terceiro andamento da Sonata patética de Beethoven, que é um rondó.

No plano estrutural mais específico, há diferenças habituais de conteúdo temático e harmônico entre as seções, mas podendo haver também diferenças de tratamento contrapontístico, textura, ou outros aspectos musicais.  Seguindo padrões Clássicos, o conteúdo temático de cada seção será formado por um grupo temático específico (podendo apresentar mais de um tema, ou mesmo diversas subseções formando um único tema coeso); quanto ao conteúdo harmônico cada seção terá normalmente um centro tonal principal (embora possa haver uso de vários centro tonais correlacionados).  Esses ou outros aspectos musicais podem variar em correspondência com as características estéticas e estruturais de cada período histórico-estilístico — e.g. o rondó Classicista é normalmente bitemático, enquanto o rondó Barroco, como seu antecessor primitivo, era essencialmente monotemático (mesmo entre diferentes seções), e o rondó Romântico tende a ser paulatinamente politemático.  Quanto ao conteúdo harmônico, considerando a estrutura em sete seções A B A C A B A como uma das mais comuns no Classicismo e início do Romantismo, as progressões tonais (maior e menor) mais recorrentes vêm apresentadas a seguir.
|       | refrão | episódio | refrão | episódio      | refrão | episódio | refrão |
|       | A      | B        | A      | C             | A      | B        | A      |
| maior | I      | V        | I      | VI ou IV ou i | I      | I        | I      |
| menor | i      | III ou V | i      | VI ou IV      | i      | i        | i      |

## Terminologia equivocada em relação ao Rondó

### Rondó e Rondeau
O rondó, como forma musical instrumental, não pode ser confundido com o rondeau, uma forma poético-musical com música monofônica (desde in. séc. XII) e com música polifônica (desde in. séc. XIV).  
| RONDEAU                                                                               | RONDÓ |
| ------------------------------------------------------------------------------------- | --- |
| – forma poético–musical (música vocal, com ou sem acompanhamento instrumental)        | – forma musical instrumental (tipicamente sem partes vocais)                                                     |
| – derivado da forma poética profana homônima                                          | – derivado do conceito de reiteração de uma seção principal (que também existe na forma poético–musical rondeau) |
| – estrutura monofônica típica (desde in. séc. XII) A B a a b A B (*)                  | – não ocorre monofonicamente                                                                                     |
| – estrutura polifônica típica (desde in. séc. XIV) A B a A a b A B (*)                | – estruturas típicas, sempre polifônicas (ver acima)                                                             |
| – música estrófica (as estruturas acima são utilizadas para todas as estrofes)        | – as estruturas são tipicamente utilizadas uma única vez                                                         |
| – refrão bipartido A B, como repetição interna à estrofe apenas da primeira parte (A) | – refrão pode conter subseções ou ser composto com seção indivisível                                             |

### Menções equivocadas aforma fixa
A menção encontrada em relação ao rondó, classificando–o como 'forma fixa’ é inexata. Essa classificação deriva do conceito e denominação (forme fixe) encontrados em manuscritos de Guillaume de Machaut (ca. 1300–ca. 1377), especificamente em relação ao ‘rondeau’ como forma poética e como forma poético–musical (música vocal), não podendo ser atribuído também ao rondó. Machaut classifica como formes fixes, três formas poético–musicais utilizadas na música profana polifônicas: rondeau, ballade, virelai (ou chanson balladée’').

### Menções equivocadas aritornello
O termo ritornello encontra significados variados conforme a época ou mesmo o gênero musical ao qual se refere.  Esse termo pode adquirir o signficado de 'refrão' na música e na poesia italianas trecentistas (séc. XIV), não podendo ser aplicado ao rondeau (que é uma forma profana francesa), nem ao rondó (que é uma forma instrumental).  Embora o termo ritornello possa ser relacionado a refrão durante o Barroco Musical, sua utilização no rondó Barroco não pode ser utilizada como sinônimo de ‘refrão’ em seu significado moderno (que hoje pressupõe uma reexecuções literalmente iguais).  Durante o Barroco Musical (séc. XVII–XVIII), ainda no ambiente italiano, o termo ritornello foi utilizado com pelo menos dois significados diferentes, ambos relacionados ao uso puramente instrumental, mesmo se esse uso pudesse ser realizado em obras vocais ou exclusivamente instrumentais.  Na música vocal Barroca, ritornello significava apenas ‘pequena seção ou intervenção instrumental’ utilizada com a função de pontuação entre as estrofes de uma ária.  Esse uso é identificado claramente na ária–ritornello (que normalmente incluía cinco estrofes vocais, com essas pontuações instrumentais — i.e. ritornelli — entre elas e ocasionalmente antes e/ou depois do conjunto de estrofes) e na ária da capo (que, baseada na forma binária com reprise, normalmente incluía duas estrofes, com ritornelli entre elas e muitas vezes também antes e depois do conjunto).  Apesar disso, esse ritornello designando a seção instrumental em árias não era obrigatoriamente repetido, portanto não podendo ser identificado como ‘refrão’. Em outras palavras, entre uma estrofe e outra de uma mesma ária, um ritornello poderia ser variado ou simplesmente diferente dos ritornelli anterior e posterior entre as outras estrofes.  Na música instrumental Barroca, ritornello significava uma ‘seção instrumental’ de maior porte (i.e. de maior duração), utilizada como termo alternativo a tutti, em gêneros musicais como o concerto grosso, o concerto p/ solista, ou o concerto–ripieno (gênero semelhante à sinfonia Clássica, em que não há um destaque para instrumentos solistas específicos). Nesses casos, era mais comum que os ritornelli fossem semelhantes, mas operando variações nas execuções subsequentes e virtualmente iguais, portanto não se trata de ritornelli integralmente iguais. Mesmo se ritornello tenha sido um termo utilizado para denominação de seções de tutti no primitivo rondó Barroco, sua identificação com o conceito moderno de ‘refrão’ é apenas tênue.

### Terminologia na literatura em português
Na poesia em língua portuguesa, o termo rondó pode ainda designar um gênero literário, constituído com estrutura semelhante ao rondeau francês. No século XVIII, porém, há instâncias de uso do termo rondó para designar uma estrutura semelhante a A B A C A D … A (cada seção representando uma estrofe), portanto simplificando a estrutura original do rondeau. Um exemplo dessa simplificação pode ser encontrado em obras do poeta luso–brasileiro do arcadismo Silva Alvarenga (1749–1814), que também escreveu poesias denominadas madrigal em sua obra lírica, embora também esse não tenha nenhuma relação estrutural com o madrigal medieval trecentista italiano (contemporâneo do rondeau medieval trecentista francês), e poucas semelhanças com o madrigal renascentista quinhentista italiano (que não apresentava refrão, embora ocasionalmente presente nos “madrigaes” de Manoel Ignácio da Silva Alvarenga – ver Obras poéticas, v. 2, Rio de Janeiro: B. L. Garnier, 1864).